# 市来一般廃棄物利用エネルギーセンター
市来一般廃棄物利用エネルギーセンター（いちきいっぱんはいきぶつりようエネルギーセンター）は、鹿児島県いちき串木野市川上に建設された廃棄物処理施設。

## 概要
旧市来町時代の2004年に国の補助金と合わせて10億円の公費を投入して建設されたが、施設の技術的不具合により正常な稼働を果たせず、2008年に施設廃止が決定した。
2010年12月から、敷地を更地にする条件で施設の売却の入札公募が実施されたが成立せず、2012年ごろまでに1万円でも応札が無かったため、市が費用を負担して施設の廃棄を行う方向で検討された。
国からの補助金2億4000万円は会計検査院から不当支出として返還を求められ、10年払いで返済中。
市は設計を請け負ったとされる東京工業大学の教授に対し損害賠償請求訴訟を起こしている。
施設の取り壊し後、跡地は一般廃棄物管理型最終処分場の建設が行われ、2020年4月3日に竣工した。